# Ana Mulvoy Ten
Pour les articles homonymes, voir Ten.
Ana Maria Mulvoy Ten née le 8 mai 1992 à Londres est une actrice et mannequin anglo-espagnole. Elle est connue pour incarner Amber Millington, un personnage de la série télévisée Anubis.

## Biographie
Ana naît le 8 mai 1992 à Londres, d'un père irlandais et d'une mère espagnole. Elle a un frère cadet, et a trois sœurs adoptées, nommée Bella, Emmy et Claudia. Elle est en couple avec Julien Wastiels, photographe, et s'est fiancée avec lui le 18 septembre 2015. Ana parle couramment l'anglais et l'espagnol, sa troisième langue est le français. Elle apprend des langues modernes à l'University College de Londres. Elle réside actuellement à Los Angeles. Elle a son propre cheval qu'elle a nommé Bourdon. Son rêve est de vivre à New York.

## Filmographie
Elle a joué dans la série Disney, Cosas de la vida dans le rôle de Rosie. Ana a également fait une apparition en tant qu'invitée dans BBC « mythes » et a eu un rôle dans le film de télévision HBO Ma maison en Ombrie, avec Maggie Smith et Chris Cooper. Elle est représentée par Engers Emma au Royaume-Uni et Jeff Golenberg à The Collective aux États-Unis. Elle a été dans la promotion de la nouvelle collection de chapeaux Veloce. Elle a joué également le rôle d'Amber Millington dans la série Anubis (The House Of Anubis).
| Année     | Projet                            | Rôle               |
| --------- | --------------------------------- | ------------------ |
| 2003      | Ma maison en Ombrie               | une Fille          |
| 2003      | Star                              | Annie              |
| 2008      | Out There                         | Mirabelle          |
| 2009      | Mythes                            | Aphrodite          |
| 2008-2010 | Cosas de La Vida                  | Rosi               |
| 2011-2013 | Anubis débloqué                   | Elle-même          |
| 2011      | Red Faction: Origins              | Vayla              |
| 2011-2013 | Anubis                            | Amber Millington   |
| 2011      | First Time Loser                  | Leila              |
| 2012      | Figure It Out                     | Elle-même          |
| 2014      | Teen Wolf                         | Carrie Hudson      |
| 2015      | The Girl In The Book              | Alice Harvey Jeune |
| 2015      | Experts : Cyber (série télévisée) | Jennifer Mayfield  |
| 2017      | Famous in Love (série télévisée)  | Dakota             |
| 2017      | American Crime                    | Shae Reese         |

## Récompenses et nominations
| Année | Award                                  | Catégorie            | Destinataire | Résultat   | Ref.  |
| ----- | -------------------------------------- | -------------------- | ------------ | ---------- | ----- |
| 2012  | Nickelodeon UK Kids Choice Awards 2012 | Favourite UK Actress | Anubis       | Nomination | [ 1 ] |